# Парламент Андалусии
Парламент Андалусии (исп. Parlamento de Andalucía) вместе с Президиумом и Управляющим советом Андалусии является одним из трёх органов, составляющих Правительство автономного сообщества Андалусия. Парламент является органом, законодательной власти и  состоит из депутатов, избираемых прямым всеобщим голосованием. Андалузский парламент был создан в 1982 году, после утверждения Статута об автономии в 1981 году.

## История

### Гражданская война в Испании (1936–1939) и диктатура Франко (1939–1975)
Гражданская война и приход к власти Франсиско Франко положили конец притязаниям Андалусии на самоуправление, которым отдавалось предпочтение во времена Второй республики. До смерти Франсиско Франко в 1975 году, андалузцы были вынуждены скрывать свои националистические устремления. Лишь со сменой власти, произошедшей после смерти диктатора, и принятием новой Конституции в 1978 году, в Андалусии вновь заговорили об автономии. Вторая статья Конституции признаёт право регионов и наций на создание автономных сообществ, в то время как Раздел VIII определяет их полномочия.

### Установление автономии (1978-1982 гг.)
4 декабря 1977 года почти полтора миллиона андалузцев приняли участие в демонстрациях, в столицах провинций, тем самым поддерживая депутатов и сенаторов, избранных от Андалусии, которые решились взять на себя ответственность за первые шаги по разработке Статута об автономии Андалусии.
В январе 1978 года Ассамблея андалузских парламентариев одобрила проект декрета, регулирующего предавтономный режим. В апреле Андалусии была  предоставлена предварительная автономия.  Андалузский предавтономный совет был создан в Кадисе под председательством Пласидо Фернандеса Виагаса. В декабре того же года был подписан Антекерский пакт, по которому одиннадцать существующих в Андалусии партий обязались объединиться для достижения автономии в кратчайшие сроки.  Вскоре после этого, 27 декабря 1978 года, Король Хуан Карлос I санкционировал новую Конституцию Испании.
В июне следующего года была создана Андалусийская хунта под председательством Рафаэля Эскуредо.  Пленарное заседание проводилось в Гранаде, чтобы воспользоваться статьёй 151 Конституции. 
Статья 151 Конституции Испании
1. Не требуется предусмотренного пунктом 2 статьи 148 истечения пятилетнего срока в случае, если ходатайство о предоставлении автономии было оформлено в срок, установленный статьей 143.2 и одобрено провинциальными Собраниями, или соответствующими межостровными органами, или посредством трех четвертей муниципалитетов каждой из заинтересованных провинций, составляющих не менее большинства от избирательного списка в каждой провинции при условии, если такое ходатайство одобряется на референдуме положительным голосованием абсолютным большинством голосов избирателей каждой провинции , в порядке, предусмотренном соответствующим конституционным законом.
 Андалусия станет единственным автономным сообществом, которое получит такое рассмотрение по пути, предложенному статьей 151 Конституции. В конце августа к региональному проекту присоединились 95% андалузских городских советов.
В феврале 1980 г. был проведен референдум по ратификации автономной инициативы, которую ратифицировали все андалузские провинции, кроме Альмерии, где не было получено абсолютного большинства. Это непредвиденное событие временно заблокировало региональную инициативу, но в октябре того же года посредством изменения закона о порядке проведения референдума, решение о ратификации Альмерии было изменено по требованию большинства депутатов и сенаторов Альмерии.
28 февраля 1981 года Ассамблея андалузских депутатов и сенаторов одобрила так называемый Кармонский статут. Для его реализации за основу взят предварительный проект, составленный и утвержденный в Кармоне, в 1979 году. В октябре проект статута, определяющий и гарантирующий автономию, утверждается всенародным референдумом. Через два месяца он ратифицируется Конгрессом депутатов и Сенатом и окончательно санкционируется 30 декабря 1981 года.

### Первые выборы в парламент
23 мая 1982 года состоялись первые выборы в андалузский парламент. Статут Андалусии, как и Конституция Испании, устанавливает не точное количество депутатов, а только диапазон от 90 до 110 депутатов. Было решено установить число парламентариев на уровне 109 со следующим территориальным распределением: 
| Провинция | Число депутатов |
| --------- | --------------- |
| Альмерия  | 11              |
| Гранада   | 13              |
| Кадис     | 15              |
| Кордова   | 13              |
| Малага    | 15              |
| Севилья   | 18              |
| Уэльва    | 11              |
| Хаэн      | 13              |

Результатом первых выборов стала победа ИСРП, которая получила абсолютное большинство с 66 местами в парламенте.

### Парламент с 1982 по н.в.
21 июня 1982 года на учредительной сессии, состоявшейся в Севильском Алькасаре, был сформирован Парламент Андалусии, на котором Антонио Охеда Эскобар был избран большинством голосов его председателем. Вскоре после этого, на заседаниях 14 и 15 июля, Рафаэль Эскуредо избирается первым президентом Андалусской хунты.
Самым важным изменением, внесённым парламентом Андалусии после его создания, является реформа Статута автономии, принятая на референдуме 18 февраля 2007 года. Реформа, в разработке которой активную роль сыграл парламент Андалусии, расширила полномочия андалузского регионального правительства и среди прочего, официально присвоила Севилье статус столицы.

## Избирательная система

### Распределение мест
Парламент Андалусии состоит из 109 мест, в соответствии с положениями статьи 17 Закона 1/1986 от 2 января Закона о выборах Андалусии. Избирательным округом является провинция, так что от каждой из восьми андалузских провинций назначается минимум восемь депутатов плюс дополнительное количество депутатов в зависимости от их населения.
 Распределение мест в зависимости от населения избирательных округов:
| Провинция | Население | Число дополнительных депутатов | Общее число депутатов |
| --------- | --------- | ------------------------------ | --------------------- |
| Альмерия  | 704 297   | 4                              | 12                    |
| Гранада   | 915 392   | 5                              | 13                    |
| Кадис     | 1 239 889 | 7                              | 15                    |
| Кордова   | 795 718   | 4                              | 12                    |
| Малага    | 1 652 999 | 9                              | 17                    |
| Севилья   | 1 939 775 | 10                             | 18                    |
| Уэльва    | 520 017   | 3                              | 11                    |
| Хаэн      | 654 170   | 3                              | 11                    |

Избиратели голосуют за кандидатов от партий в закрытых списках, в которых мужчины и женщины чередуются на нечётных и чётных позициях или наоборот. Чтобы иметь право на избрание в депутаты от провинции, кандидат должен получить не менее 3% действительных голосов в указанной провинции. Места распределяются между политическими партиями в соответствии с методом Д'Ондта.